# 1986-os Tour de France
Az 1986-os Tour de France volt a 73. francia körverseny. 1986. július 4-e és július 27-e között rendezték.

## Végeredmény
|    | Versenyző          | Csapat                | Idő             |
| -- | ------------------ | --------------------- | --------------- |
| 1  | Greg LeMond        | La Vie Claire         | 110 óra 35' 19" |
| 2  | Bernard Hinault    | La Vie Claire         | 3' 10"          |
| 3  | Urs Zimmermann     | Carrera-Albuch        | 10' 54"         |
| 4  | Andrew Hampsten    | La Vie Claire         | 18' 44"         |
| 5  | Claude Criquielion | Hitachi-Marc-Splendor | 24' 36"         |
| 6  | Ronan Pensec       | Peugeot-Shell         | 25' 59"         |
| 7  | Niki Rutimann      | La Vie Claire         | 30' 52"         |
| 8  | Álvaro Pino        | Zor - B.H. Sport      | 33' 00"         |
| 9  | Steven Rooks       | PDM-Concorde          | 33' 22"         |
| 10 | Yvon Madiot        | Système U             | 33' 27"         |